# 马克莱贝格
马克莱贝格（德語：Markkleeberg，發音：[ˈmaʁk(k)leːbɛʁk]）是德国萨克森州莱比锡县的城市，面积31.36平方千米，2023年12月31日人口为24,488人。

## 友好城市
马克莱贝格与以下城市结为友好城市：
- 法國 皮埃尔贝尼特（1971年）
- 羅馬尼亞 澤爾內什蒂（1991年）
- 德国 诺伊塞斯（1992年）
- 義大利 博维莱埃尔尼卡（2005年）